# Teresa Clerc
Teresa Clerc Mirtin (Santiago, 28 de octubre de 1922-ibíd., 15 de agosto de 2016) fue una educadora chilena especializada en el idioma castellano. Fue galardonada con el Premio Nacional de Ciencias de la Educación en 1981.

## Carrera docente
Estudió pedagogía en Castellano en la Universidad de Chile. Se especializó en lectoescritura y en metodología de la enseñanza del idioma castellano en la educación primaria, trabajando en colegios como el Santiago College y la Escuela Normal Santa Teresa.
Gran parte de su carrera la desarrolló en la Escuela de Educación de la Pontificia Universidad Católica de Chile, donde ejerció como profesora de Metodología del Castellano.
Fue coordinadora Nacional del Programa de Lectoescritura entre 1966 y 1975, y fue jefa del Departamento de Castellano en el Centro de Perfeccionamiento, Experimentación e Investigaciones Pedagógicas (CPEIP), dependiente del Ministerio de Educación, entre 1976 y 1981. En 1981 fue la segunda galardonada con el Premio Nacional de Ciencias de la Educación.

## Obras
- Nuevos caminos (1970)
- Por el camino (1974)
- Adelante: manual del profesor (1976)
- Pablito aprende la ortografía solito (1982)
- Nuevo adelante: apresto de lectoescritura (1982)
- El tesoro de la infancia (1987)
- El tesoro de la infancia 2 (1991)
- Mis amiguitos: poemas, rondas, cuentos infantiles (1991)
- El tesoro de la infancia 3 (1992)